# Dicranomyia esbeni
Dicranomyia esbeni är en tvåvingeart som först beskrevs av Nielsen 1940.  Dicranomyia esbeni ingår i släktet Dicranomyia och familjen småharkrankar. Inga underarter finns listade i Catalogue of Life.